# فيلتر
فيلتر (Venetian:Fَeltre) هي مدينة بلدية تقع في مقاطعة بيلونو في فينيتو بشمال إيطاليا. بلدة تل امتداد للمقاطعة الجنوبية، وتقع على نهر ستيزون، على بعد حوالي 4 كيلومتر (2 ميل) من تقاطعها مع بياف، وحوالي 20 كيلومتر (12 ميل) جنوب غرب بيلونو. تلوح جبال الدولوميت في شمال المدينة.
تُعرف المنطقة التي تضم فيلتر و 12 بلدية متجاورة باسم فيلترينو، وفي عام 2014 تم إضفاء الطابع الرسمي على منطقة فيلترينو في اتحاد مونتانا فيلترينا (مجتمع جبل فيلترينو).

## تاريخ
كانت تعرف في العصر الروماني باسم فيلتريا ووصفها بليني بأنها أوبيدوم ،  الذي خصص تأسيسها لقبيلة جبال الألب من الرايتيون. حصلت المدينة على مكانة البلدية في عام 49 قبل الميلاد مع تسجيل مواطنيها في قبيلة مينينيا الرومانية. على الرغم من مناخها القاسي، الذي دفع مؤلفًا رومانيًا، ربما قيصر، إلى كتابة:
Feltria premuo niveum damnata rigore</br> Atque mihi posthac haud adeunda، vale 
تقع فيلتريا على طريق روماني مذكور في خط سير الرحلة الأنطونية ويمر من أوبيرجيوم (أوديرزو) عبر فيلتريا إلى ترايدنتوم (ترينتو).

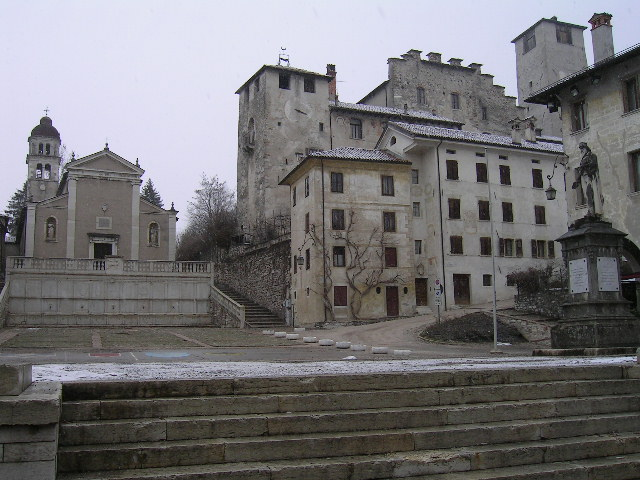
كنيسة القديس روش وقلعة البوين.

بعد سقوط الإمبراطورية الغربية، التي تطورت إلى مدينة مزدهرة، أصبحت منطقة سيادة لومباردية. لاحقًا في العصور الوسطى، حكمها إزيلينو الثالث دا رومانو، من قبل عائلة كامينو، ثم بواسطة سكاليجيري فيرونا، من 1315 إلى 1337. كان فيلتري بعد ذلك تحت حكم تشارلز الرابع ، الإمبراطور الروماني المقدس، دا كارارا وفيسكونتي حتى عام 1404، عندما تم غزوها مع بيلونو من قبل جمهورية البندقية. في عام 1499 حصلت على خط جديد من الجدران.
في عام 1509، تم تدمير وسط المدينة في الغالب خلال المعارك بين البندقية وعصبة كامبراي، وأعيد بناؤها لاحقًا بأسلوب مميز من القرن السادس عشر. في عام 1797، بعد استسلام البندقية لنابليون، حكمها الفرنسيون لبعض الوقت. عين نابليون وزيرًا للحرب، هنري جاك غيوم كلارك، دوق فيلتر في عام 1807. بعد مؤتمر فيينا (1814)، تم تعيين فيلتري للإمبراطورية النمساوية، وظلت فيها حتى انضمت إلى مملكة إيطاليا في عام 1866.
حاصرتها النمسا خلال الحرب العالمية الأولى.
خلال الحرب العالمية الثانية، طالب أدولف هتلر بالاجتماع مع بينيتو موسوليني لمناقشة استراتيجيته للدفاع عن إيطاليا من جيوش الحلفاء منذ أن استسلمت جيوش المحور لتوها تونس إلى الجيش البريطاني، مما أعطى جيوش الحلفاء السيطرة الكاملة على شمال إفريقيا. عقد هذا الاجتماع في 19 يوليو 1943 في فيلتري بإيطاليا.
من بين الشخصيات البارزة في فيلتري بانفيلو كاستلدي وفريار مينور والمبشر ومؤسس مونتي دي بيتا المبارك برناردين من فيلتر والمعلم الإنساني فيتورينو دا فيلتر والرسام مورتو دا فيلتر.

## المعالم السياحية الرئيسية
- الكاتدرائية المكرسة للقديس بطرس وأعيد بناؤها في عصر النهضة. لقد حافظت من المباني السابقة على الحنية والقرن الرابع عشر. يحتوي التصميم الداخلي على أعمال لبييترو ماريسكالتشي وبعض التماثيل الخشبية تعود إلى القرن السابع عشر. الكنيسة محاطة بمعمودية القرن الخامس عشر، وتضم خط معمودية ثمين من العصور الوسطى من عام 1399. تحت الكاتدرائية توجد منطقة محفورة تبلغ 1,000 متر مربع (10,763.91 قدم2) تنتمي إلى المدينة الرومانية القديمة.
- البوابة الإمبراطورية (1489، تم ترميمها عام 1545)، والتي يبدأ منها طريق فيا ميزاتيرا. يواجه هذا كاسا الجدير بالملاحظة، كاسا كانتوني قصر موفوني.
- بالازو سالس .
- قصر بالعقل (القرن السادس عشر)، قاعة المدينة الحالية، مع رواق على طراز Palladian . يفتح على ساحة ماجيوري ، واحدة من أجمل ما في فينيتو، مع نافورة من قبل توليو لومباردو وعمود يعلوه أسد القديس مرقس. في نفس الساحة يوجد قصر غوارنيري ودرج على الطراز الباروكي يؤدي إلى كنيسة ست. جهاز. لا يوجد دليل تاريخي على نسب القلعة إلى ملك ألبوين اللومباردي
- تقع بيناكوتيكا في قصر فيلابرونا، لديه أعمال مورتو دا فيلتر وسيما دا كونيجليانو وجينتل بيليني وبيترو ماريسكالي وغيرهم.
- احتفظت كنيسة ودير سانتا ماريا ديجلي أنجيلي ، التي بدأت في عام 1492، ولكن تم تجديدها بالكامل في القرن التاسع عشر، بجزء من الدير القديم. يضم لوحة لجاكوبو باسانو

خارج المدينة:
- يُظهر فيتوري إي كورونا (القرنين الثاني عشر والخامس عشر)، المخصص للقديسين فيكتور وكورونا، خارج المدينة مزيجًا من الأساليب البيزنطية وعصر النهضة، وهي موطن لبعض اللوحات الجدارية من القرن الرابع عشر. تشمل التماثيل الشهيد الذي يضم رفات القديسين الشرقيين وتمثال صغير للقديس فيكتور.
- تقع فيلا عصر النهضة المتأخر باسول بيرتون في موقع قلعة بيدافينا، حيث دمرها الإمبراطور تشارلز الرابع في عام 1350.

## فرازيوني
Anzù و Arson و Canal و Cart و Cellarda و Croci و Farra و Foen و Grum و Lamen و Lasen و Mugnai و Nemeggio و Pont و Pren و Sanzan و Tomo و Umin و Vellai و Vignui و Villabruna و Villaga و Villapaiera و Zermen.

## التوأمة - المدن الشقيقة
توأمت فيلتر مع:  

## معرض صور

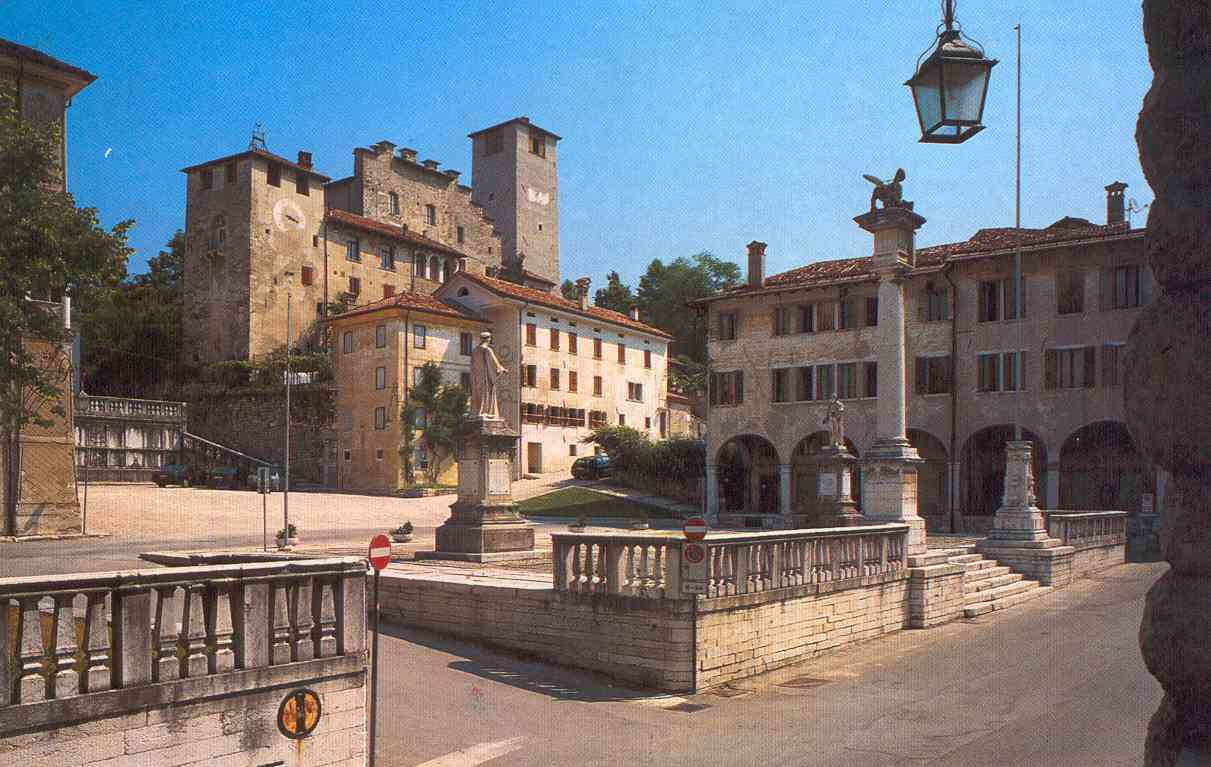
ساحة ماجوري
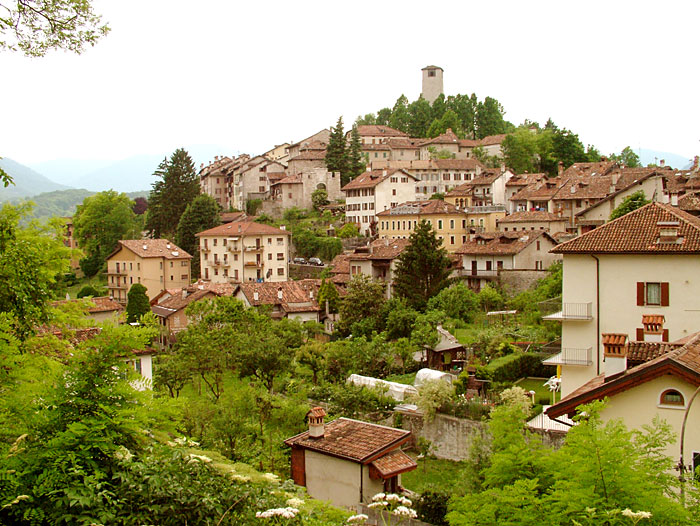
المركز التاريخي؛ عرض من خلال Panoramica.
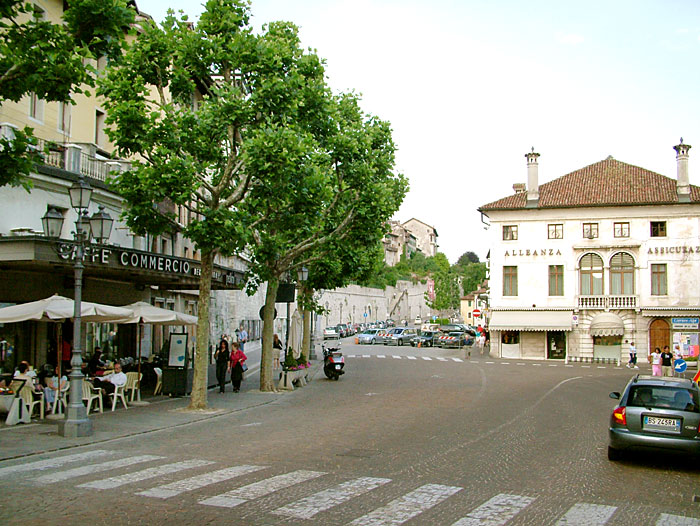
منظر عبر روما.
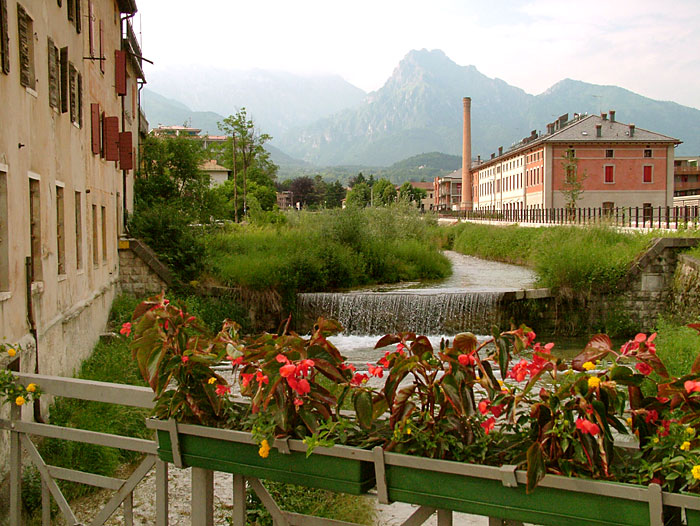
منظر إلى جبال الدولوميت من طريق Tezze.
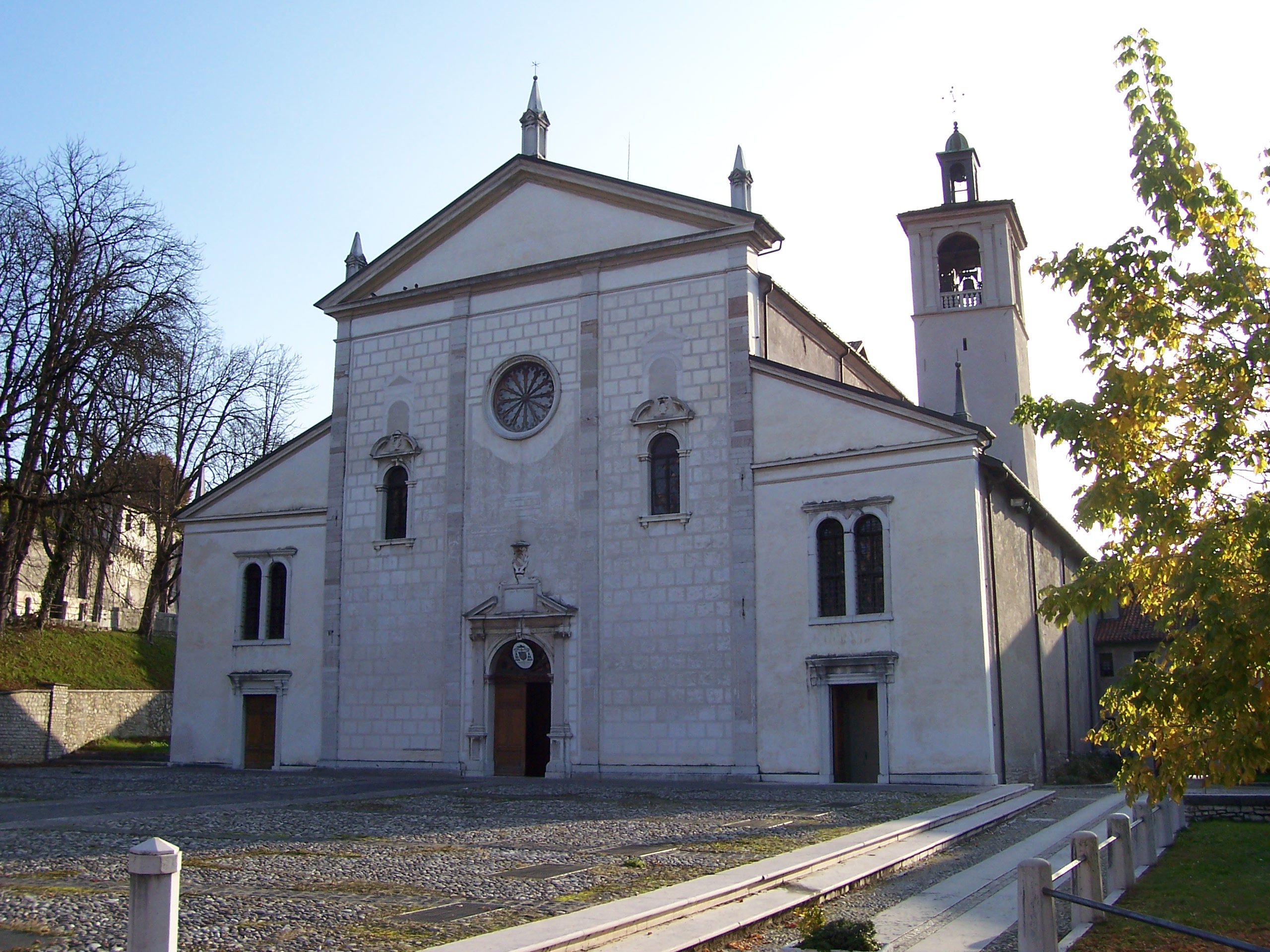
دومو فيلتري.

## روابط خارجية
- الموقع الرسمي لباليو فيلتري